# Scopula crenatilinea
Scopula crenatilinea är en fjärilsart som beskrevs av W. Warren 1901. Scopula crenatilinea ingår i släktet Scopula och familjen mätare. Inga underarter finns listade.